# Nomiades armouri
Nomiades armouri är en fjärilsart som beskrevs av Clench 1942. Nomiades armouri ingår i släktet Nomiades och familjen juvelvingar. Inga underarter finns listade i Catalogue of Life.